# 565 Marbachia
565 Marbachia este un asteroid din centura principală, descoperit pe 9 mai 1905, de Max Wolf.